# Nationalförsamlingen i Weimar

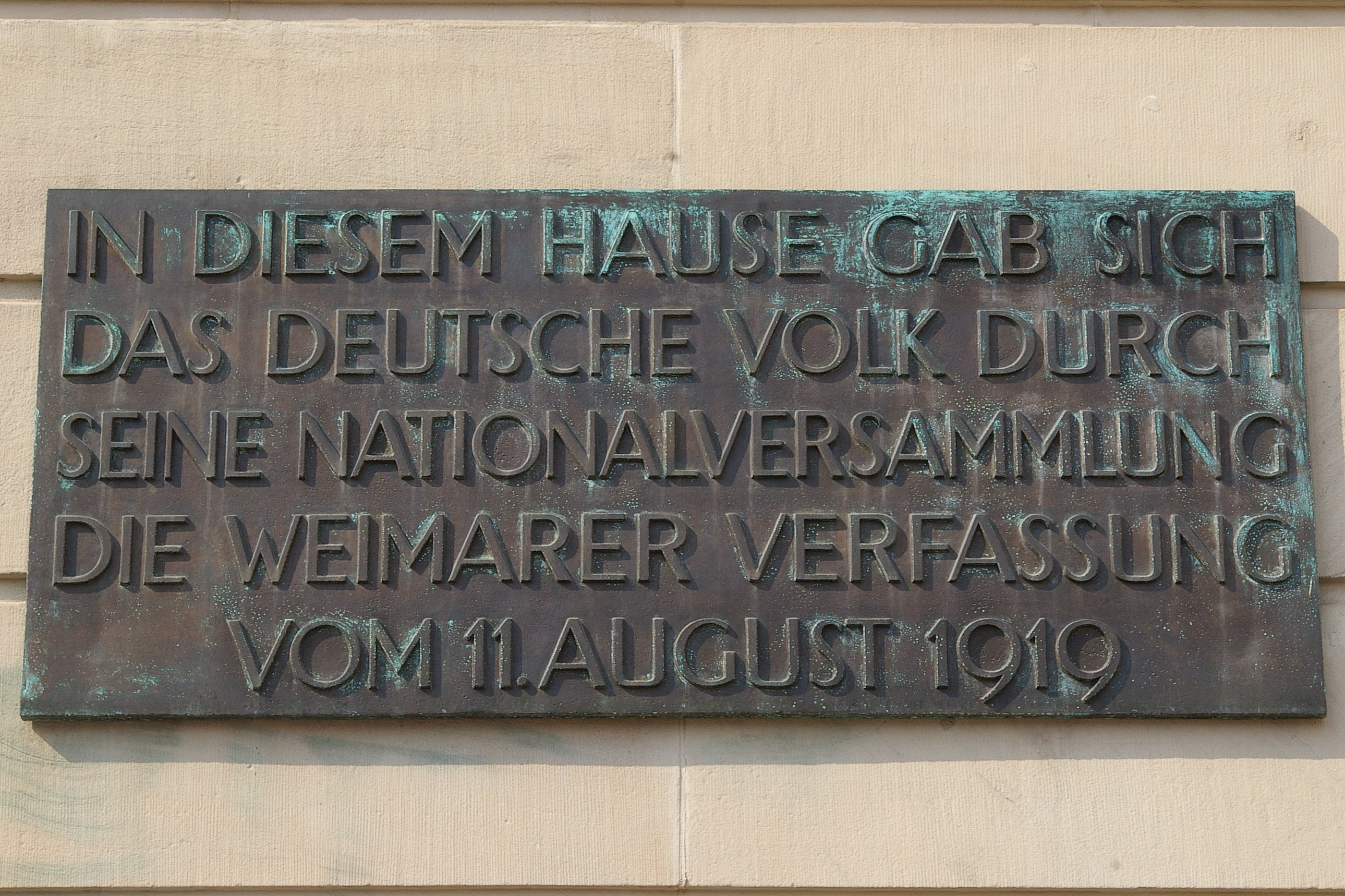
Minnestavla utanför Nationalteatern i Weimar.

Nationalförsamlingen i Weimar, officiellt på tyska: Die verfassunggebende Deutsche Nationalversammlung, var den tyska Weimarrepublikens konstituerande parlamentariska församling. Den sammanträdde från 6 februari 1919 till 21 maj 1920 och utgjorde under denna period Tysklands parlament, med makt att utse en provisorisk rikspresident och regering. Fram till september 1919 sammanträdde nationalförsamlingen på grund av det kaotiska läget i huvudstaden Berlin inte där, utan i Nationalteaterhuset i Weimar. Till nationalförsamlingens viktigaste beslut hörde, förutom utarbetandet av en ny konstitution, som efter mötesorten benämndes Weimarkonstitutionen, även besluten kring Tysklands undertecknande och ratificerande av Versaillesfreden, samt övrig lagstiftning under denna period.

## Bakgrund
Under tyska novemberrevolutionen 1918 kom både kejsardömets siste rikskansler Max av Baden, som proklamerat kejsar Vilhelm II:s abdikation, och det socialdemokratiska majoritets-SPD att föra fram krav på ett snabbt inrättande av en nationalförsamling, med mandat att fatta beslut över det Tyska rikets framtida styrelseskick.
Den provisoriska regeringen, Rat der Volksbeauftragten, beslutade om bildandet av en nationalförsamling 30 november 1918 och utlyste val till nationalförsamlingen att äga rum den 19 januari 1919. Enligt regeringsförordningen var alla tyska män och kvinnor som fyllt 20 senast på valdagen röstberättigade, vilket var första gången som kvinnlig rösträtt tillämpades i hela Tyskland. Även rikskongressen för arbetar- och soldatråden antog regeringens beslut med en tydlig majoritet, vilket förhindrade en vidare utveckling mot bildandet av en socialistisk rådsrepublik.

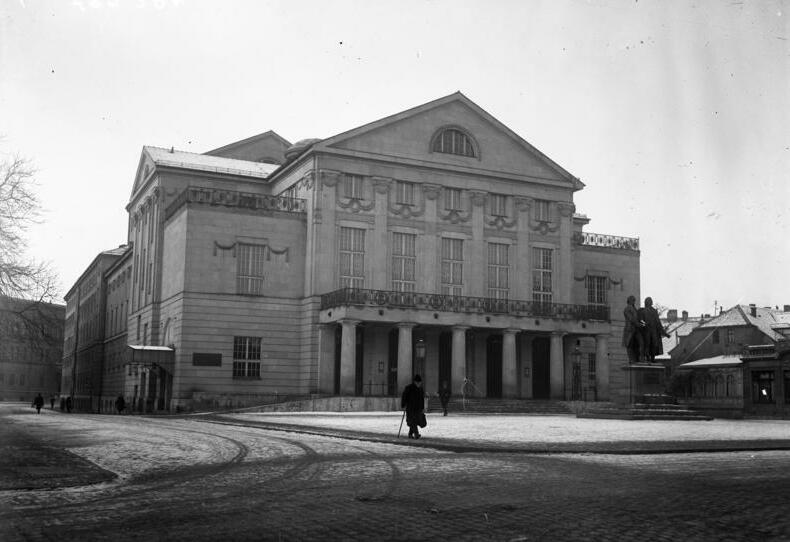
Nationalteatern i Weimar.

Med anledning av Spartakistupproret enades man om att nationalförsamlingens möte åtminstone till en början inte skulle ske i Berlin. Beslutet om mötesplats bereddes av riksdagens administrativa direktör och ett hemligt utskott, som föreslog fyra möjliga mötesplatser: Bayreuth, Nürnberg, Volkshaus i Jena eller Hoftheater i Weimar. Flera andra orter hade också varit med i diskussionen på ett tidigt stadium. Den 14 januari 1919 tog man beslutet att förlägga nationalförsamlingen till Weimar.

## Valresultat

Kartan visar starkaste parti i de olika valkretsarna vid valet till nationalförsamlingen i januari-februari 1919. Procentsatserna visar röstandel i respektive valkrets. Rött står för socialdemokratiska MSPD, mörkrött för vänsterradikala USPD, blått för Tysknationella folkpartiet och svart för Zentrum/BVP. De gråstreckade områdena var områden av Tyska riket som i januari 1919, efter vapenstilleståndet i Compiègneskogen och det polska upproret i Storpolen, inte längre stod under tysk kontroll.

Valet till nationalförsamlingens 421 ursprungliga mandat skedde den 19 januari 1919. Två ytterligare ledamöter kom därefter att väljas i ett fyllnadsval 2 februari 1919, som representanter för trupper stationerade i östområdena, enligt ett tillägg till vallagen.
| Parti                                               | Röstandel | Mandat | Varav kvinnor | Andel kvinnliga ledamöter | Kommentar |
| --------------------------------------------------- | --------- | ------ | ------------- | ------------------------- | --------- |
| Tysklands socialdemokratiska parti (SPD)            | 37,9 %    | 165    | 19            | 11,7 %                    | [ 2 ]     |
| Centrumpartiet (Zentrum)                            | 19,7 %    | 91     | 6             | 6,6 %                     | [ 3 ]     |
| Tyska demokratiska partiet (DDP)                    | 18,6 %    | 75     | 5             | 6,7 %                     | [ 4 ]     |
| Tysknationella folkpartiet (DNVP)                   | 10,3 %    | 44     | 3             | 6,8 %                     | [ 5 ]     |
| Tysklands oberoende socialdemokratiska parti (USPD) | 7,6 %     | 22     | 3             | 13,6 %                    |           |
| Tyska folkpartiet (DVP)                             | 4,4 %     | 19     | 1             | 5,3 %                     |           |
| Bayerska bondeförbundet (BBB)                       | 0,9 %     | 4      | –             | –                         |           |
| Tysk-hannoverska partiet (DHP)                      | 0,3 %     | 1      | –             | –                         |           |
| Schleswig-Holsteins bonde- och lantarbetardemokrati | 0,2 %     | 1      | –             | –                         |           |
| Braunschweigs lantvalförbund                        | 0,2 %     | 1      | –             | –                         | [ 6 ]     |
| Totalt                                              |           | 423    | 37            | 8,7 %                     |           |

## Presidentval och lagen om den provisoriska regeringsmakten i riket
Efter valen 19 januari samlades nationalförsamlingen den 6 februari 1919 i Weimar. Ordförande vid den första sessionen var Wilhelm Pfannkuch (SPD), som nationalförsamlingens ålderspresident. Nationalförsamlingen valde SPD-politikern Eduard David till talman. Denne kom kort därefter att utnämnas till minister i regeringen, så att nationalförsamlingen 14 februari valde Zentrum-ledamoten och den tidigare vice talmannen Constantin Fehrenbach till ny talman.

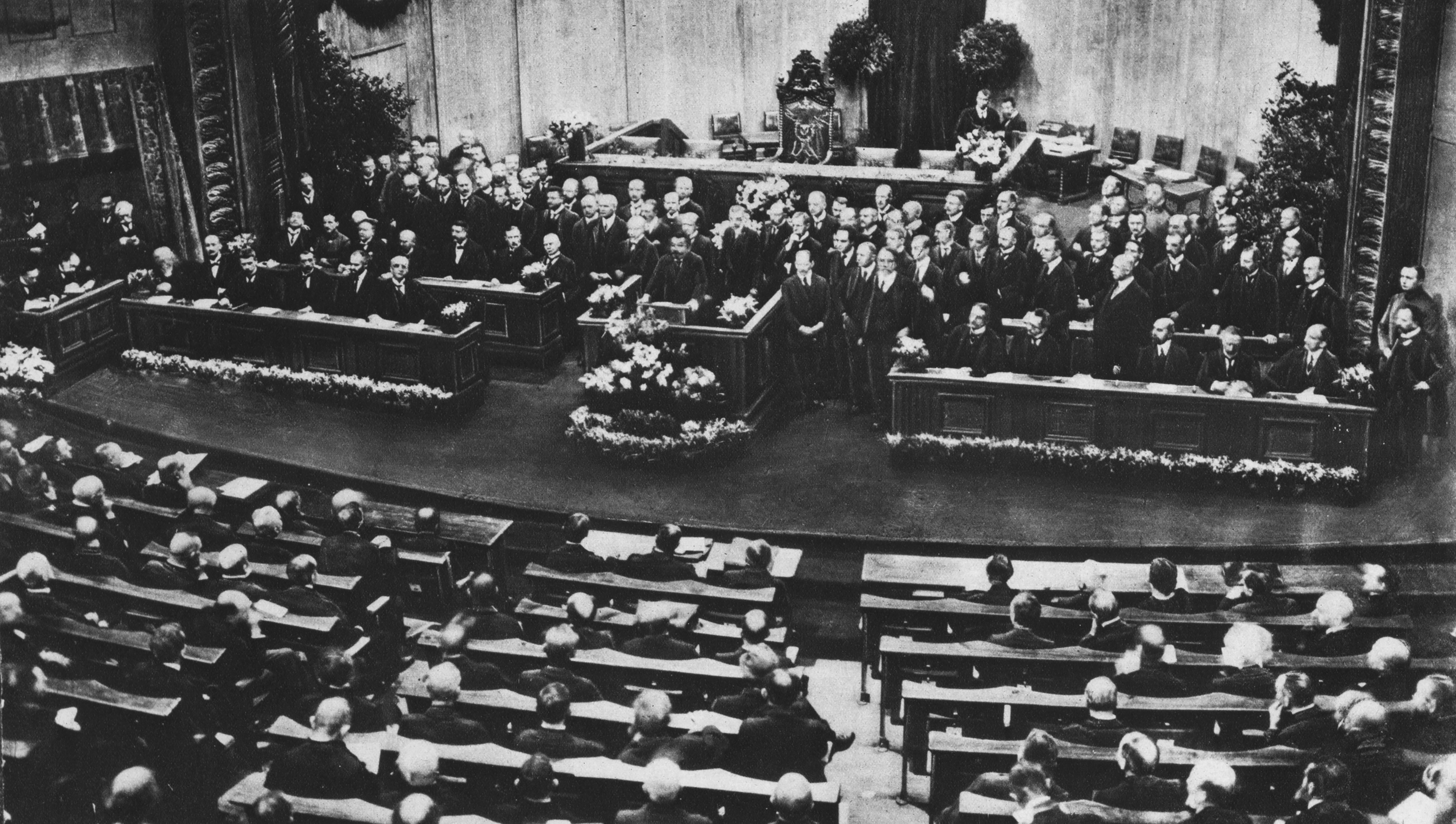
Friedrich Ebert håller tal inför nationalförsamlingen efter att ha valts till tillförordnad rikspresident.

Den 11 februari trädde den lag som beslutats föregående dag i kraft, där den provisoriska regeringsmakten i riket reglerades, och nationalförsamlingen valde den sittande provisoriske regeringschefen Friedrich Ebert (SPD) till tillförordnad rikspresident. Ebert utnämnde därefter en provisorisk regering med Philipp Scheidemann (SPD) som rikskansler, bestående av ministrar från Weimarkoalitionens partier SPD, Zentrum och DDP.

## Debatt kring Versaillesfördraget och bildandet av regeringen Bauer

### Scheidemanns uttalande
Den 12 maj 1919 sammanträdde nationalförsamlingen för första gången i Berlin, i den nya universitetsaulan i Alte Bibliothek. Nationalförsamlingen mottog där en rapport från regeringschefen Philipp Scheidemann om fredsvillkoren och debatterade därefter dessa. Socialdemokraten Scheidemann kallade i sitt tal Ententens förslag en "fred med våld", som skulle kväva det tyska folket, ett uttalande som väckte stort bifall från alla partier. De territoriala, ekonomiska och politiska kraven skulle enligt Scheidemann frånta Tyskland den nödvändiga livsluften. Dessa villkor ansågs inte möjliga att acceptera, i stark kontrast mot de utfästelser som gjorts av den amerikanske presidenten Woodrow Wilson. Riksregeringen skulle inte kunna acceptera villkoren och skulle istället göra motförslag med hänvisning till Wilsons 14-punktsprogram. Den preussiske ministerpresidenten Paul Hirsch (SPD) försäkrade riksregeringen de tyska delstaternas fulla stöd och kritiserade likaledes Ententens fredsvillkor starkt. Även talarna från de andra partierna, från vänsterradikala USPD till konservativa DNVP, förklarade att Ententens krav inte var godtagbara. DVP:s ordförande, sedermera utrikesministern Gustav Stresemann, kallade segermakternas fredsvillkor ett "utlopp för politisk sadism". Endast USPD:s partiledare, Hugo Haase, kombinerade sitt förkastande av Ententens krav med stark kritik mot den provisoriska riksregeringen och anklagade den för ha orsakat det allvarliga läget genom borgfredspolitiken under första världskriget.

### Regeringen Scheidemanns avgång och regeringen Bauers bildande
Regeringen Scheidemann avgick den 20 juni 1919, till följd av att Ententen hade förkastat de tyska motförslagen och det därmed uppstått oenighet kring frågan om fredsfördragets undertecknande. Den nye rikskanslern Gustav Bauer propagerade för att fredsfördraget skulle undertecknas, men fortsatte att kritisera enskilda bestämmelser i fördraget, i synnerhet kring utlämnandet av tyskar till Ententen och utpekandet av Tyskland som ensamt skyldigt till kriget. Han kom dock att förbinda sin uppmaning till undertecknandet av fredsfördraget med en hänvisning till att det skulle bli omöjligt för Tyskland att uppfylla alla ekonomiska villkor i fredsfördraget och beklagade att det inte varit möjligt att övertyga Ententen om ytterligare eftergifter.

### Allmän nedrustning
Även talarna för SPD och Zentrum, Paul Löbe respektive Adolf Gröber, fördömde fredsfördraget. Särskilt vände de sig mot Ententens formuleringar i utkastet till fredsfördrag som fastslog att Tyskland ensamt orsakat kriget. De uttalade sig dock även som representanter för sina respektive partigrupper där de uppmanade parlamentet att godkänna fredsfördraget, då det enda alternativet var ett återupptagande av striderna, vilket skulle leda till ännu värre konsekvenser. Däremot uttalade sig den avgångne finansministern Eugen Schiffer mot godkännande av fredsavtalet som representant för en majoritet av DDP:s ledamöter. Han påminde de båda regeringspartierna om Philipp Scheidemanns uttalande den 12 maj, att den hand som skulle underteckna ett sådant fördrag skulle "skrumpna bort", och såg inte att läget förändrats sedan dess. Även DNVP och DVP vände sig strikt emot undertecknandet av fördraget. USPD godkände däremot som enda oppositionsparti Versaillesfördraget. USPD-ordföranden Hugo Haase kallade den fråga som avhandlades för ett fruktansvärt dilemma som nationalförsamlingen försatts i. Han kritiserade visserligen även han fördraget skarpt, men pekade liksom regeringspartiernas företrädare på konsekvenserna som skulle uppstå om fördraget helt förkastades.
I omröstningen som skedde genom upprop röstade 237 ledamöter för att underteckna fredsfördraget, 138 emot och 5 avstod från att rösta. För röstade SPD, med undantag av ledamoten Valentin Schäfer, Zentrumspartei, med undantag av nio ledamöter, och USPD. Mot röstade DDP med undantag för sju ledamöter, DNVP, DVP, Deutsch-Hannoversche Partei och de två ledamöterna från Braunschweigisch-Niedersächsischer Partei (August Hampe) och Schleswig-Holsteinscher Bauern- und Landarbeiter-Demokratie (Detlef Thomsen). Ledamöterna från Bayerischer Bauernbund och de bayerska Zentrum-ledamöterna Georg Heim och Martin Irl avstod. Medan de sju ledamöterna från Zentrum som röstade nej till övervägande del kom från områden som genom fredsfördraget riskerade att skiljas från det tyska riket, som Bartholomäus Kossmann från Saarland eller Thomas Szczeponik från Övre Schlesien, fanns bland de sju DDP-ledamöter som till skillnad från partimajoriteten röstade för fördraget även partiledaren Friedrich von Payer, som inte kunde få gehör för sin linje inom partigruppen. En annan motståndare var Ludwig Quidde, en känd pacifist och DDP-ledamot som sedermera erhöll Nobels fredspris 1927. 

### Inget alternativ

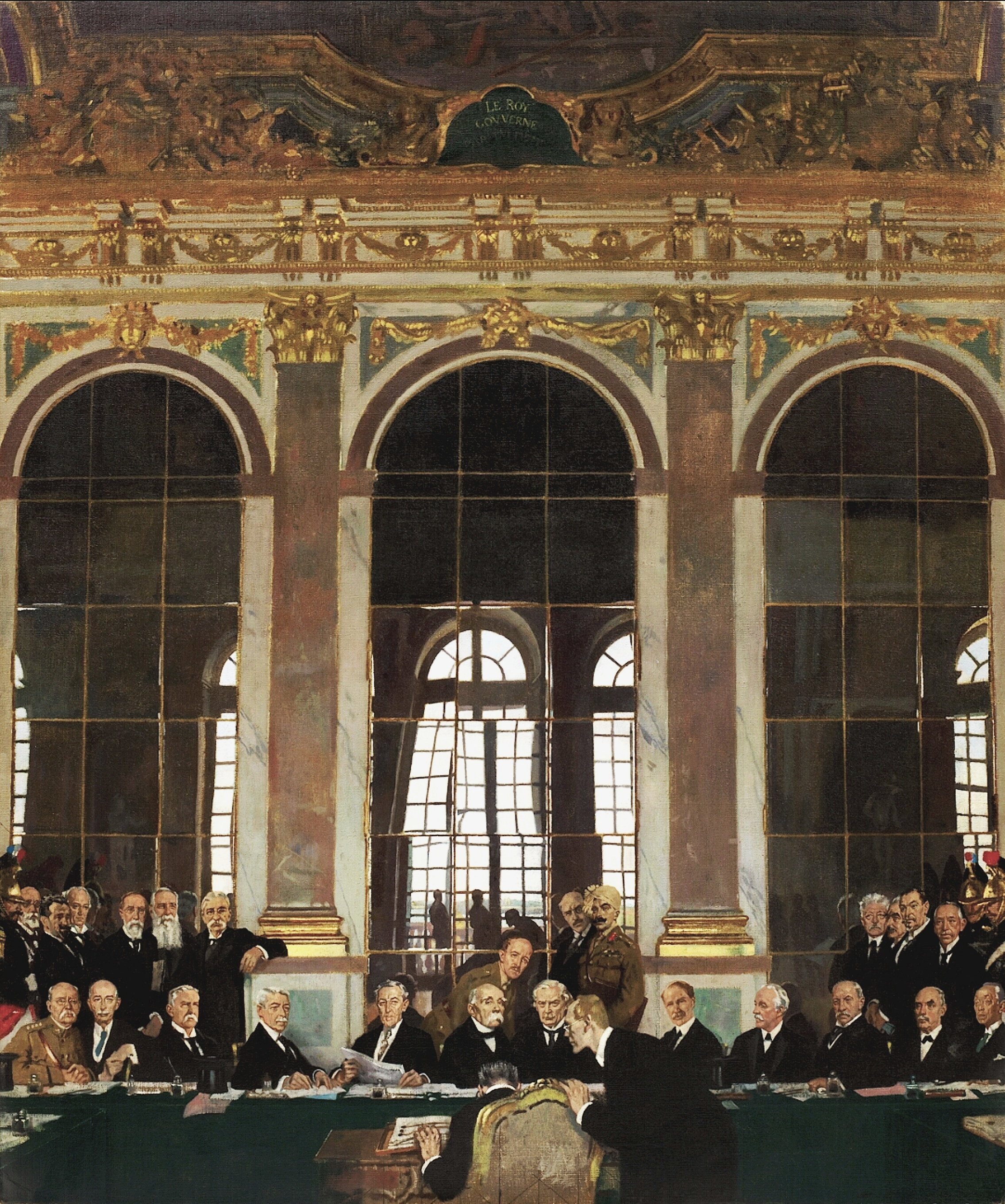
Målningen The Signing of Peace in the Hall of Mirrors av William Orpen visar undertecknandet av Versaillesfreden i Spegelsalen den 28 juni 1919.

Efter att riksregeringen samma dag som omröstningen ägt rum meddelade ententens stater att den var beredd att signera fredsfördraget med reservation för formuleringarna om skuldfrågan och överlämnandet av tyskar till segermakterna, svarade den franske premiärministern Georges Clemenceau redan kvällen den 22 juni att fredsfördraget endast kunde antas eller förkastas i sin helhet.
Under nationalförsamlingens session den 23 juni meddelade rikskansler Bauer de församlade ledamöterna denna hållning från ententens sida och fastslog att regeringen inte längre hade något val utan måste underteckna fördraget:
| ”               | Mina damer och herrar! Inga protester mer idag, ingen storm av upprördhet. Låt oss skriva under, det är förslaget, som jag måste ge er i hela regeringens namn. Skälen som tvingar oss till detta förslag är desamma som igår, men nu skiljer oss endast en frist på knappt fyra timmar från återupptagandet av krigshandlingarna. Ett nytt krig kan vi inte ta ansvar för, inte ens om vi hade vapen. Vi är försvarslösa, men försvarslösa betyder dock inte ärelösa. Sant, motståndaren vill åt vår ära, därom råder intet tvivel, men att detta försök till ärekränkning en gång kommer att falla tillbaka på upphovsmännen själva, så att det inte är vår ära, som krossas vid denna världstragedi, det är min fasta tro, till sista andetaget. | „ |
| – Gustav Bauer, | |   |

Medan Eugen Schiffer (DDP) och Rudolf Heinze (DVP), vars partier föregående dag förkastat fredsfördraget, uttryckligen fastställde i sina tal att även de som röstat för fredsfördraget handlade uteslutande av "fosterlandskänsla och övertygelse" (citat av Schiffer), även om man haft olika åsikter om den riktiga vägen, så yttrade sig DNVP:s talare Georg Schultz inte tydligt i frågan.
Versaillesfreden skrevs därefter under den 28 juni i Spegelsalen i Versailles slott.
Ratificeringen av Versaillesfreden genom lagen om fredsslut mellan Tyskland och de allierade med associerade makter skedde slutligen den 9 juli 1919 med liknande röstsiffror. Den enda större förändringen var att majoriteten av ledamöterna från Bayerischer Bauernbund, som vid den första omröstningen hade avstått från att rösta ja eller nej, nu kom att rösta för lagen om ratificering.

## Överläggningar kring konstitutionen

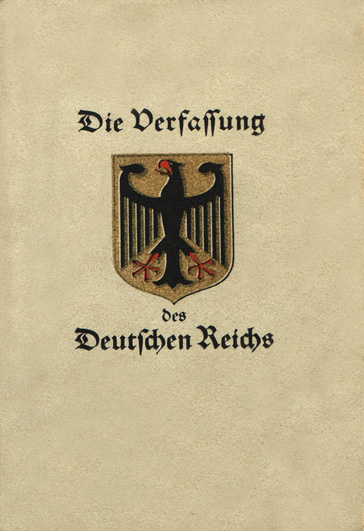
Den tryckta Weimarkonstitutionen.

### Statens officiella namn
Efter att författningsutskottet under ledning av Conrad Hausmann (DDP) genomfört sina överläggningar, påbörjades den 2 juli 1919 den andra läsningen av utkastet till konstitutionen efter utskottets version i nationalförsamlingens plenum. Vänsterradikala USPD motionerade om att ändra namnet på den tyska staten från Deutsches Reich, Tyska riket, till Deutsche Republik, Tyska republiken. USPD-ledamoten Oskar Cohn menade, att endast på detta sätt kunde brottet med den föråldrade tidigare samhällsordningen göras tydligt. Dessutom översattes ordet Reich med "empire" på franska och engelska, vilket skulle ge en olycklig klang av den imperialism som man ansåg låg bakom det nya landet. Att hålla fast vid statens gamla officiella namn skulle i utlandet kunna väcka intrycket att Tyskland fortfarande behöll sina imperialistiska maktambitioner.
Medan SPD röstade för USPD-motionen, uttalade sig socialliberala DDP genom Bruno Ablass emot USPD-förslaget. Han motiverade detta med att beteckningen Reich inte längre stod för en monarki och att begreppet Reich även förekom i namnet på landet Frankrike (tyska: Frankreich), utan att man för denna sakens skull trodde att det handlade om ett kejsardöme, tvärtom var det allmänt känt att landet var en republik.
Ännu längre gick Clemens von Delbrück från konservativa DNVP, som kritiserade formuleringen "Det Tyska riket är en republik. All statsmakt utgår från folket.", i författningsutkastets första paragraf, då han ansåg att detta tillägg var en oacceptabel radikal omvälvning.

### Statens indelning
I en fortsatt debatt den 2 juli krävde Cohn (USPD) att en tysk enhetsstat skulle bildas, istället för en förbundsstat. En enhetlig statsbildning utan självständiga delstater skulle kunna arbeta mycket effektivare, dessutom ansåg han att delstaterna endast var en kvarleva från den gamla kejsartiden.
På denna punkt argumenterade talarna från de andra partierna emot honom, genom att hänvisa till att redan det befintliga utkastet var ett tydligt steg i riktning mot stärkning av den federala centralmakten. Bland annat framhölls ersättandet av det inflytelserika Förbundsrådet med det rådgivande Riksrådet, skapandet av de enhetliga Reichspost och Reichsbahn för hela Tyskland samt avskaffandet av Preussens särskilda rättigheter. Erin Koch från DDP framhöll att det framförallt var de periodvis USPD-dominerade delstaterna Bayern och Braunschweig som varit mest oberoende i sin politik och därmed försvårat stegen mot en stärkning av den federala makten. Därmed ansåg han att USPD:s krav inte var trovärdiga.
Den 22 juli debatterades åter statens indelning i samband med frågan om statens nya indelning och förändringen av förbundsstaternas gränser. Författningsutskottet hade som förslag att förändringar av gränserna skulle kunna genomföras med enkel majoritet i Riksdagen och Riksrådet i de fall då de beträffade förbundsstaterna samtyckte och med två tredjedels kvalificerad majoritet utan samtycke. De tysknationella DNVP ville helt stryka den senare möjligheten, så att gränsförändringar endast skulle kunna ske med de inblandade delstaternas samtycke. SPD, Zentrumspartei och DDP ville däremot att enkel majoritet skulle räcka även för nybildningar av stater mot delstaternas vilja. Denna hållning syftade framförallt på planer att dela upp Preussen i flera mindre förbundsstater, vilket krävdes av delar av Rhenlandets Zentrum. SPD-ledamoten Wilhelm Sollmann motiverade denna linje med att de två största förbundsstaterna, Preussen och Bayern, ensamma skulle kunna blockera alla förändringar genom sin sammanlagda majoritet i Riksrådet, vilket han inte ansåg rimligt. Zentrumledamoten Ludwig Kaas från Trier fruktade till och med att Rhenlandet, vid ett förkastande av ändringsförslaget, skulle avskiljas från Tyska riket. DDP-ledamoten Bernhard Falk från Rhenlandet, en anhängare av enhetsstatslösningen, uttalade sig likaledes för ändringsförslaget, då han ansåg att det annars fanns en fara att separatister i Rhenlandet skulle tvinga fram en separation från Tyska riket.
Albrecht Philipp (DNVP) argumenterade däremot mot förändringarna. Han hade visserligen överhuvudtaget inga invändningar, ifall exempelvis Fristaten Braunschweig skulle vilja ansluta sig till den preussiska provinsen Hannover, eller om de olika delstaterna i Thüringen skulle vilja förenas till en enda förbundsstat Thüringen. Han vägrade däremot att acceptera ett eventuellt skiljande av Rhenprovinsen eller Hannover från Preussen eller att låta preussiska områden ingå i ett nytt "Storthüringen". Att krossa Preussen hade varit Tysklands fienders krigsmål och med den önskade möjligheten att ändra delstatsgränserna även utan Preussens medgivande, skulle Tyskland få sin ryggrad bortstulen. Även Rudolf Heinze från det liberalkonservativa DVP uttalade sig mot en uppdelning av Preussen, men kallade även DNVP:s förslag för långtgående och uttalade sig för SPD, Zentrum och DDP:s förslag, med villkoret att man även röstade för ett förslag om att bordlägga alla beslut om ändringar av förbundsstaternas gränser mot deras vilja för de kommande två åren. USPD:s ordförande Hugo Haase uttalade sig även i denna debatt för en enhetsstat och mot förbundsstaternas oberoende. Slutligen röstade majoriteten i nationalförsamlingen för att anta Weimarkoalitionens förslag, att enkel majoritet skulle gälla.

### Flaggfrågan

Svart-rött-guld. Den ursprungliga svart-röd-gula flaggan hade sidförhållandet 3:2 istället för dagens 5:3.
Svart-vitt-rött, Tyska kejsardömets flagga.
Röd flagga

Den 2 juli debatterades även rikets färger. Talarna för SPD och Zentrum uttalade sig för svart-rött-guld, DVP och DNVP däremot för kejsardömets gamla färger, svart-vitt-rött. USPD ville att Tyskland skulle anta en röd flagga som tecken på revolutionen. Hos DDP röstade majoriteten för de gamla flaggfärgerna, men det fanns även en stor minoritet som föredrog svart-rött-guld.
Riksinrikesministern Eduard David (SPD) lade fram riksregeringens linje, genom att uttala sig för svart-rött-guld, då det var färgerna som under 1800-talet kommit att symbolisera den stortyska nationella samhörigheten. Dessa färger hade kommit att symbolisera den nationella sammanhållningen genom studentkårerna och 1848 års revolution. Svart-rött-guld stod för en önskan om tysk nationell enhet, istället för splittrade småstater. Svart-vitt-rött sågs däremot av regeringen som symbol för den "lilltyska" vägen till Tyska kejsardömets bildande 1871, där Preussen intagit en helt dominerande roll.
Wilhelm Kahl (DVP) invände, att han såg en förändring av rikets färger som onödig och även i sak felaktig. Särskilt såg han inte svart-vitt-rött som symbol för imperialism och förtryck, tvärtom för de förtjänster som Preussen gjort för Tyskland och för enandet 1871, medan svart-rött-guld stod för det misslyckade försöket att ena Tyskland 1848. Att ersätta svart-vitt-rött med svart-rött-guld skulle leda till att stora grupper inom befolkningen redan från början skulle se sig tvungna att ställa sig fientliga gentemot nyordningen.  
Wilhelm Laverrenz (DNVP) anspelade likaledes på riksenandet 1871. Han gick dock ännu längre och hävdade att svart-rött-guld inte kunde stå för hela det tyska folket. Soldaterna hade under världskriget kämpat för svart-vitt-rött och skulle när de återvände obesegrade även hyllas med dessa färger. Regeringen fick enligt honom inte frånta folket dessa färger. Svart-rött-guld ansåg han däremot dels förkroppsliga 1848 års misslyckade riksenande, dels hade dessa färger burits av Preussens fiender under det tysk-österrikiska kriget 1866. Liksom Kahl påpekade han dessutom att svart-vitt-rött var mer lämplig som handelsflagga, eftersom den var väl synlig på långt avstånd till havs. Två flaggor, en för staten och en för handelsflottan, såg han däremot inte som meningsfullt, även om SPD, Zentrum och DDP skulle ställa sig bakom ett sådant förslag, eftersom han ansåg att det skulle vara obegripligt i utländska hamnar varför det tyska konsulatet bar en annan flagga än de skepp som låg för ankar i samma stad.
Carl Wilhelm Petersen (DDP) uttalade sig för att behålla de gamla svart-vit-röda färgerna, men respekterade även hållningen hos de ledamöter som hade valt svart-rött-guld till minne av 1848 års borgarrevolution. Han kritiserade den uppblåsta betydelsen av frågan som de andra partiernas talare givit den och krävde att man mer skulle se till de praktiska konsekvenserna. Enligt hans åsikt skulle ett byte av flagga framförallt inverka negativt på utrikeshandeln, eftersom svart-vitt-rött stod för tyskt flit och tyska kvalitetsvaror, medan svart-rött-guld var okända färger i utlandet.
Oskar Cohn (USPD) motiverade förslaget att göra röd till den tyska statens flagga med att rött var revolutionens och frihetstankens färg. Varje framsteg var enligt Cohn förbundet med färgen röd.
Redan i denna debatt sågs tecken på att flagg- och färgstriden skulle fortsätta även efter antagandet av Weimarkonstitutionen. Hermann Molkenbuhr (SPD) anklagade Petersen från Hamburg för att de hanseatiska köpmännen efter riksenandet 1871 även då argumenterat med samma handelspolitiska argument mot införandet av den svart-vit-röda flaggan och för behållandet av de gamla hanseatiska flaggorna, samma argument som nu användes för att istället vilja undvika ett byte till svart-rött-guld. Han anförde att inte heller detta flaggbyte hade skadat den tyska exporten eller handelssjöfarten.
Ludwig Quidde, som sedermera blev fredspristagare, uttalade sig för uppfattningen bland de i DDP som stödde svart-rött-guld. Han uttalade sig dessutom kraftigt för en kompromiss kring handelsflaggan och stödde förslaget att behålla handelsflaggan, men lägga till en komplementerande gös i svart-rött-guld.
Resultatet av debatten blev att färgerna svart-rött-guld den 3 juli 1919 med 211 mot 90 röster antogs som de nya tyska nationalfärgerna.

### Rikspresidentämbetet
Den 4 juli debatterades bland annat frågan om rikspresidentens roll som statschef. Medan vänsterns Hugo Haase (USPD) uttalde sig mot ett rikspresidentämbete och föredrog en kollegial regering, krävde däremot högerns Albrecht Philipp (DNVP) ytterligare maktbefogenheter för rikspresidenten utöver de som planerats av regeringspartierna. Dessutom ville han införa en begränsning så att endast tyskfödda medborgare skulle vara valbara till presidentämbetet, i likhet med den amerikanska konstitutionen. Båda förslagen avslogs dock.
Den 22 juli diskuterades frågan om personer som tillhörde de fram till 1918 regerande furstehusen i de enskilda förbundsstaterna skulle vara valbara till rikspresidentämbetet. Medan SPD och USPD uttryckligen ville förbjuda detta, uttalade sig Zentrum, DNVP, DVP och DDP för att denna inskränkning inte skulle upptas i författningen, då det ålade folket självt att besluta om vem som skulle väljas. Därmed föll förslaget om att utestänga furstehusen från kandidatur.

### Folkomröstningar och medborgarinitiativ
Den 7 juli debatterades huvudsakligen frågan om folkomröstningar. Medan Rudolf Heinze (DVP) uttalade sig mot varje typ av lagstiftning genom folkomröstning och Simon Katzenstein (SPD) i förhållande till författningsutkastet ytterligare ville bygga ut denna rätt, med understöd av Oskar Cohn (USPD), meddelade Clemens von Delbrück att DNVP var splittrade i frågan. Å ena sidan fanns det anhängare som trodde på folkets förmåga till politisk ståndfasthet, å andra sidan fanns det motståndare som uttalade sig strikt emot lagstiftning genom folkomröstning. Själv intog han en mellanposition och var av meningen att i sådana fall, där riksdagen och riksrådet inte skulle kunna enas, kunde folkomröstningar vara en bra möjlighet att låta folket lösa tvistefrågan. Dessutom uttalade han sig för en reglering som gav rikspresidenten rätten att låta folket fälla det slutliga avgörandet om lagar som antagits av riksdagen. Däremot var han klart emot medborgarinitiativ.
Riksinrikesministern Hugo Preuss och Erich Koch från DDP stödde i grunden folkets rätt att stifta lagar inklusive medborgarinitiativ enligt den form som föreslagits i författningsutkastet, men uttalade sig mot vissa enskilda punkter i SPD-förslaget som de ansåg gick för långt.
Inga av de olika förslagen till ändringar uppnådde i slutänden en majoritet. Den konstitutionella möjligheten till lagstiftande folkomröstningar antogs därför i den form som förelåg i utkastet.

### Rikets förvaltning
Den 7 juli diskuterades även rikets förvaltning. De största ändringarna i förhållande till de regleringar som gällde under kejsardömet var fastslagandet att Tyska riket nu definitivt var ett enhetligt ekonomiskt område och att den lagstiftande makten i skattefrågor skulle ligga på riksnivån. Även centraliseringen av post- och järnvägsväsendet, vilket i synnerhet innebar en inskränkning av de rättigheter som de sydtyska staterna ditintills haft, innebar en förändring.

### Rättsväsendet
Den 10 juli debatterades rättsväsendet av nationalförsamlingen. Viktiga förändringar i utkastet var inrättandet av förvaltningsdomstolar och en författningsdomstol, samt inskränkandet av militärdomstolarnas jurisdiktion till krigstid. Dessutom upptogs domstolsväsendets oberoende i författningen. 
USPD:s motion om inrättande av folkdomstolar avslogs däremot av de andra partierna.

### Grundläggande rättigheter och skyldigheter: Allmänt
Den 11 juli inleddes debatten om grundläggande rätt- och skyldigheter. De två omtvistade frågorna var dels frågan, om man överhuvudtaget skulle uppta grundläggande rättigheter och skyldigheter i författningen, och dels vilka som det i så fall handlade om. Den text av socialliberalen och prästen Friedrich Naumann (DDP) som lagts fram av författningsutskottet avfärdades allmänt som alltför poetisk.
För DVP:s räkning uttalade sig Rudolf Heinze uttryckligen emot en lista över grundläggande rättigheter i författningen. Han menade att en sådan skulle ingripa för starkt i de enskilda förbundsstaternas befogenheter och även i individens självbestämmande, till exempel mellan arbetsgivare och arbetstagare. Dessutom ansåg han den lista som föreslagits vara alltför detaljerad och att den reglerade angelägenheter som borde tillhöra den ordinarie specifika lagstiftningen. Han hänvisade bland annat till enskilda föreskrifter i disciplinarrätten och straffprocessrätten som nu utan anledning fått status av grundlag.
Erich Koch (DDP) argumenterade för att de grundläggande rättigheterna helt enkelt skulle vara rättesnöre och ram för lagstiftningen och inte direkt skulle ingripa i enskilda rättsförhållanden. Även DDP, som var anhängare av en lista över grundläggande rättigheter, ansåg att förslaget var för omfattande. För att man trots detta skyndsamt skulle kunna avsluta överläggningarna kring författningen, önskade man att den föreslagna katalogen helst borde antas oförändrad, då den var en kompromiss som, trots vissa brister, i stort dock kunde accepteras.
Ministern Hugo Preuss kritiserade utökandet som gjorts av författningsutskottet i förhållande till de tidiga utkasten. Han såg sig därför tvungen att bestrida regeringens "faderskap till de grundläggande rättigheterna". Han manade till återhållsamhet från författningsstiftaren, då man varken var tvungen att eller kunde reglera allt i konstitutionen. Exemplet med Frankfurtförfattningen från 1849, som i slutänden misslyckades på grund av den utdragna striden över de grundläggande rättigheterna, manade till försiktighet.
Den bayerske Zentrumledamoten Konrad Beyerle, en av de viktigare upphovsmännen till den utvidgade listan över grundläggande rättigheter, tog denna i försvar mot anklagelserna om godtycklighet. Han ansåg det viktigt att ta upp elementära sanningar inom rättskulturen även i författningen, för att lyfta dem över den vardagliga lagstiftningens nivå. Dessutom ansåg han det viktigt att lyfta fram de uppfattningar som låg till grund för den nya staten i författningen. Detta skulle ske genom att lista rättigheter och skydligheter. Beyerle fick stöd i sin hållning av socialdemokraten Max Quarck, som också hänvisade till grundlagens pedagogiska funktion. Han uttalade sig dock för att pröva om listan ändå inte kunde kräva vissa förändringar på ett eller annat ställe. Det fanns tillräckligt många motioner som han ansåg för viktiga för att kollektivt falla offer för Kochs krav på att anta förslaget i oförändrad form.

### Grundläggande rättigheter och skyldigheter: Individuella punkter
Den 15 juli började debatten av de enskilda grundläggande rättigheterna. Socialdemokraten Marie Juchacz uttalade sig både för omfattande jämställdhet mellan könen, inte endast en "grundläggande" som i författningsutkastet, samt för avskaffandet av samtliga adelsprivilegier. På liknande sätt argumenterade även Luise Zietz (USPD), som även ville utöka jämställdheten på civilrättens område.
I sitt motinlägg debatterade Christine Teusch (Zentrum), som med 30 år var församlingens yngsta ledamot, mot den fullständiga jämställdheten mellan könen, eftersom man enligt Teusch "måste ta hänsyn till kvinnans fysiska och psykiska grundläggande natur".
Hermann Luppe (DDP) uttalde sig för att följa utkastets formulering om att adelstitlar endast skulle behållas som enkel beståndsdel av personens namn, utan att man för den sakens skull skulle kunna få några privilegier därav. Han motiverade uttalandet med att det för många namntillägg, där han särskilt nämnde Ludwig van Beethoven, är helt oklart om det faktiskt handlar om en adelstitel eller inte. Om man skulle följa USPD:s och SPD:s förslag, skulle det för många personer vara oklart vilket namn de nu skulle använda. I frågan om könens jämställdhet argumenterade han för utskottets version, i slutänden kunde och ville man inte kalla kvinnor till värnpliktstjänst, varför man också när allt kommer omkring också var tvungen att förvägra dem rätten att bli officer i en för dem i vilket fall stängd armé.
Greve von Posadowsky-Wehner (DNVP) argumenterade för bevarandet av adeln och framförallt även för det fortsatta utdelandet av ordnar och utmärkelser, de senare då de var ett erkännande från statens sida för tjänster till det allmännas nytta. Denna hållning stödde även Rudolf Heinze (DVP).
Oskar Maretzky, som representerade en minoritet inom de båda högerpartierna DVP och DNVP, uttalde sig för avskaffandet av alla adelstitlar, då han företrädde en självmedveten medelklass som såg adeln mer som skadlig än nyttig. 
Då inga av de många ändringsförslagen kunde få gehör, kom det som senare blev artikel 109 att skrivas in i konstitutionen i utkastets form. Inte heller gjordes några förändringar av texten i artikel 110, som behandlade rätten till medborgarskap, eller de andra grundläggande rättigheter som behandlades denna dag.

#### Dödsstraffet

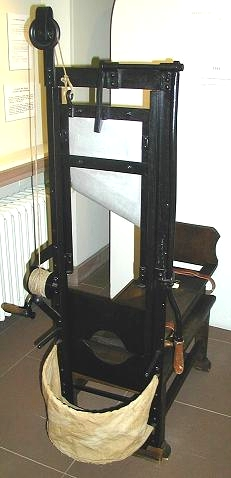
Giljotin från stadsmuseet i Bruchsal. Giljotinen är en kopia av den modell som användes vid avrättningar i Baden vid 1900-talets början.

Frågan om dödsstraff utlöste häftiga diskussioner. Debatten inleddes den 16 juli. Juridikprofessorn Hugo Sinzheimer (SPD) argumenterade för partiets krav på att uppta formuleringen "Dödsstraffet är avskaffat" i konstitutionen, den formulering som långt senare antogs i Förbundsrepublikens grundlag. Han understöddes av Oskar Cohn (USPD). 
De tysknationella Adelbert Düringer och Franz Heinrich Költzsch (DNVP) samt Wilhelm Kahl från DVP uttalade sig kraftigt emot avskaffandet av dödsstraffet. Medan Kahl medgav att det skulle kunna komma en tidpunkt då man skulle kunna avstå från att tillämpa dödsstraff, men att denna ännu inte kommit, så var DNVP-ledamöterna helt emot att avskaffa dödsstraffet. Medan Düringer höll sig till de juridiska aspekterna av dödsstraffet, motiverade prästen Költzsch även dödsstraffet med teologiska argument och framhöll att redan Bibeln krävde, att den som spillde människoblod också skulle få sitt blod utgjutit av människor. 
Förr DDP krävde Conrad Haussmann ett avskaffande av dödsstraffet, men var också av den meningen att frågan skulle kunna regleras genom vanlig lagstiftning inom ramen för en reform av straffrätten, så att den alltså inte skulle upptas i författningen.
Nationalförsamlingen röstade med 153 mot 128 röster mot förslaget att avskaffa dödsstraffet i konstitutionen. Två ledamöter avstod.

#### Censur
Samma dag uttalade sig Franz Heinrich Költzsch (DNVP) för en bestämmelse i författningen som gav nödvändigt skydd mot obscent och pornografiskt material.
Otto Nuschke (DDP) invände, att det för bekämpning av pornografiska filmer, teaterstycken och litterära verk var tillräckligt med den allmänna straffrättsliga lagstiftningen. Censuren i den form som de tysknationella krävde var enligt honom en kvarvara från Karlsbadbeslutens tid i början av 1800-talet. USPD-ledamoten Wilhelm Koenen var också emot varje form av censur, men krävde dock att föreställningar för ungdomar skulle förbehållas myndigheter och allmännyttiga organisationer, så att åtminstone ungdomen skulle kunna skyddas från "kapitalisternas" profitering.
Medan USPD:s förslag avslogs, följde nationalförsamlingen DNVP:s förslag så till vida att konstitutionen uttryckligen tillät införandet av censur åtminstone för film, att reglera genom en framtida rikslag. Denna reglering kom också senare att införas genom Gesetz zur Bewahrung der Jugend vor Schund- und Schmutzschriften den 18 december 1926.

#### Familjerätt
Senare samma dag behandlade nationalförsamlingen frågan om likställning mellan ogifta mödrar och utomäktenskapliga barn med gifta mödrar respektive inomäktenskapliga barn. Socialdemokraten Elisabeth Röhl krävde full likställning, och understöddes i denna uppfattning av Luise Zietz (USPD).
Grundaren av de katolska kvinnornas socialtjänst, Agnes Neuhaus (Zentrum), ställde sig negativ till så långtgående krav för sitt partis räkning. Visst skulle man hjälpa familjer, i synnerhet barnen, men en fullständig likställning skulle urvattna skillnaden mellan äktenskapet och "illegitima förhållanden" och kunde därmed ur kristen synpunkt inte accepteras.
Elisabeth Brönner (DDP) uttalade sig för att förbättra situationen för utomäktenskapliga barn och deras mödrar. Hon ansåg dock inte den fullständiga likställdheten i lagens mening vara meningsfull, då den sköt över målet och skapade nya problem. Viktigare och bättre än den fulla likställdheten, som inte var möjlig i praktiken, vore därför förankringen av en särskild omsorgsplikt för staten gentemot mödrar överhuvudtaget. Detta skulle omfatta såväl ogifta mödrar som mödrar med många barn.
Anna von Gierke (DNVP) ställde sig för de tysknationellas räkning negativ till de framförda förslagen från SPD, USPD och DDP. Likställningen av utomäktenskapliga mödrar med gifta kvinnor och av utomäktenskapliga barn med inomäktenskapliga skulle innebära en nedvärdering av familjen. Hon uttalade sig alltid vara beredd att lindra nöden i enskilda fall, men därvid fick inte samlevnaden i samhället, som utmärktes genom äktenskapet som institution, förstöras. För att ge mödrar bättre möjligheter att fostra sina barn, stödde hon kravet på en mödrapenning eller även en minimilön för fäderna som skulle kunna täcka familjens existensminimum.
Efter intensiv debatt avslog nationalförsamlingens motionerna från SPD, USPD och DDP, samt avslog även ett ytterligare förslag från USPD om att förstatliga hela vårdsektorn och att inrätta ett rikshälsoministerium.

#### Barn- och ungdomsomsorg
Den 17 juli 1919 inledde man med debatten om barn- och ungdomsomsorg. Wilhelmine Kähler (SPD) krävde en centraliserad ungdomsomsorg på riksnivå och att alla privata och konfessionella omsorgsinrättningar skulle ersättas med statliga inrättningar. Dessutom skulle endast legitimerade barnsköterskor och pedagoger få leda sådana institutioner. Hennes hållning understöddes av Lore Agnes för USPD, som dessutom förutom en utbyggnad av den statliga omsorgen även ville införa ett förbud mot barnhemsplacering av barn och ungdomar utifrån politiska eller religiösa grunder.
I motsats till vänsterns företrädare ville Agnes Neuhaus från det katolskt orienterade Zentrum framhålla de fördelar som hon såg med den konfessionella ungdomshjälpen i motsats till den statliga omsorgen. De konfessionella inrättningarna var enligt henne effektivare och mer framgångsrika än de statliga hemmen. Av denna anledning skulle statens roll inskränkas till att sköta tillsynen. Hennes hållning stöddes av Anna von Gierke från DNVP, som ur en protestantisk synvinkel argumenterade för den kyrkliga ungdomsomsorgen och bland annat tog upp Bodelschwinghs Bethelstiftelse i Bielefeld och Wicherns Rauhes Haus i Hamburg som positiva exempel.
DDP:s talare Erich Koch uttalade sig emot förslaget att begränsa ledarna av ungdomshjälpsinrättningar till utbildade pedagoger och barnsköterskor, och lyfte fram Pestalozzi som ett exempel på en "enkel lantbrukare" som aldrig skulle ha kunnat bedriva sin verksamhet under en sådan reglering.
Genom de borgerliga partiernas majoritet avslog nationalförsamlingen SPD:s och USPD:s förslag. Ett förslag från Zentrum om att stärka betonandet av familjens roll i uppfostran kom däremot att förkastas av en annan majoritet bestående av SPD, USPD och DDP.

#### Mötesfrihet
Därefter ägnade sig nationalförsamlingen åt frågan om mötesfrihet. Gustav Raute (USPD) krävde att stycket som tillät en anmälningsplikt för möten under bar himmel skulle strykas. Han jämförde denna bestämmelse med den gamla Vereinsgesetz som hade gjort folksamlingar tillståndspliktiga. 
För riksregeringen vände sig Hugo Preuss mot USPD:s krav. En anmälningsplikt skulle vara nödvändig, eftersom förvaltningen redan utifrån rena säkerhetsskäl skulle behöva veta vem som samlades till demonstration var och när, men han såg detta som något helt annat än en tillståndsplikt.

#### Statstjänstemän
Under den följande debatten om statstjänstemannalagstiftningen handlade det mindre om frågan, hur denna skulle utformas och snarare om frågan om det skulle krävas speciella regleringar i konstitutionen eller om den vanliga lagstiftningen skulle vara tillräcklig. Medan socialdemokraterna och USPD gärna såg långtgående reglering inom konstitutionen, uttalade sig de borgerliga partierna för att denna endast skulle skötas inom den ordinarie lagstiftningen.  
USPD visade en klart avvikande hållning i frågan om tillsättning av statstjänstemän: medan Oskar Cohn (USPD) argumenterade för att de skulle väljas direkt av folket, avvisades denna tanke av de övriga partierna.
En annan skiljefråga var frågan om kvinnliga statstjänstemän automatiskt skulle tvingas lämna sin tjänst om de gifte sig. Medan utkastet till författningen hade velat behålla det så kallade lärarinnecelibatet, krävde Toni Pfülf (SPD) att detta skulle avskaffas, eftersom det var orättvist och stred mot mäns och kvinnors lika rättigheter. Hon fick understöd av vänsterliberalen Marie Baum, högerliberalen Clara Mende och USPD. Maria Schmitz (Zentrum), som var ordförande för organisationen för tyska katolska lärarinnor, ville däremot behålla utskottets utkast, men kunde inte få gehör för denna linje från andra partier.

#### Kyrka och stat
Frågan om relationen mellan kyrka och stat uppvisade stora meningsskiljaktigheter. Debatten hölls på eftermiddagen den 17 juli.
Medan den protestantiske juridikprofessorn Wilhelm Kahl (DVP) uttalade sig till stöd för de formuleringar som beslutats i författningsutskottet och också fortfarande till stora delar är upptagna i Förbundsrepublikens grundlag, som i sig innebär en tydlig skiljelinje mellan staten och religiösa institutioner, krävde Max Quarck (SPD) en ännu striktare uppdelning mellan dem.
DDP-ordföranden, den evangelisk-lutherske prästen Friedrich Naumann, såg den begynnande uppdelningen mellan kyrka och stat innebära en ny era, särskilt för de olika protestantiska landskyrkorna. Dessa hade fram tills nu haft en särställning i rollen som statskyrka i sina respektive delstater, och var därmed mycket närmare förbundna med staten än den romersk-katolska kyrkan. Han pekade dock på att det i landskyrkorna också fanns många medlemmar som gärna såg staten som beskyddare av kyrkan även i fortsättningen. Då han såg en beskyddande stat också som en förtryckande stat, stödde han kravet på att skilja kyrkan från staten. Åtminstone för protestanterna, med sina 22 olika landskyrkor, såg han detta som en långsam process som skulle kräva tid.
Den tysknationelle ledamoten Karl Veidt, även han protestantisk präst, invände att han i fall av en skilsmässa mellan kyrka och stat "inte skulle uppstämma någon jubelhymn". Man måste ta i beaktande, att statskyrkorna haft sina goda sidor, och att de evangeliska landskyrkorna blivit sanna nationella kyrkor. Dessutom hade den territoriella organisationen av landskyrkorna fört med sig att de tidigare splittrade enskilda församlingarna efter reformationen nu kunnat organiseras i en förenad organisation.
USPD-ledamoten Fritz Kunert krävde däremot en fullständig separation av kyrka och stat, så att rätten till att ta upp kyrkoskatt måste avskaffas. Religiösa samfund borde inte heller behålla privilegiet att genomföra religiösa handlingar inom militären, i fängelser och på sjukhus. Slutligen krävde han även att kyrkans egendom skulle beskattas högre och att den skulle kunna användas till finansiering av statens uppgifter.
Värt att notera var att det katolskt orienterade Zentrumspartei knappt deltog i denna debatt. Endast Joseph Mausbach deltog med en föredragning av överläggningarna från författningsutskottet. Uppenbarligen såg sig katolikerna mindre påverkade av den nya regleringen än protestanterna.

#### Utbildningspolitik
Den 18 juli hölls debatten om utbildningspolitiken. Även detta politikområde påverkades i hög grad av frågan om förhållandet mellan kyrka och stat, då det huvudsakligen var frågan om religionsundervisning och kyrkans huvudmannaskap som debatterades. Medan vänstern helt ville avskaffa kyrkans inflytande över skolan, ville Zentrum, DVP och DNVP uttryckligen behålla kyrkans inflytande i olika grad.
SPD-ledamoten Heinrich Schulz och Zentrums gruppledare Adolf Gröber presenterade Weimar-skolkompromissen för sina partigrupper, som innebar att den konfessionella frågan lämnades öppen och föräldrarna i varje kommun själva skulle kunna besluta över inrättandet av konfessionella skolor, simultanskolor som stod öppna för elever oberoende av religiös hemvist, eller Weltliche Schulen, konfessionslösa skolor.
Richard Seyfert (DDP), som senare blev utbildningsminister i Sachsen, uttalade sig mot denna kompromiss och för en konfessionslös statlig skola, där endast själva religionsundervisningen skulle ske uppdelat efter religion i de religiösa samfundens regi. DNVP-ledamoten Gottfried Traub vände sig kraftigt mot denna hållning och försvarade de konfessionella skolorna. Dessutom uttalade sig Traub, sedermera en av de ledande figurerna inom Kappkuppen, för att "alla delar av folket skulle få en rent nationell uppfostran".
Den bayerske Zentrumledamoten Martin Irl stödde i princip kompromissen mellan sitt parti och socialdemokraterna, men krävde vissa modifikationer, bland annat kring den obligatoriska minst åttaåriga skolan. Förslaget avvisades dock av majoriteten.
DVP-ledamoten August Beuermann uttalade sig mot föräldrarnas rätt till val av skolform, då han fruktade att detta skulle leda till ett nytt uppblossande av  1800-talets kulturkamp och därigenom skapa motsättningar som gick ut över barnen i kommunerna.

#### Förhållandet mellan stat, näringsliv och privategendom
Debatten den 21 juli behandlade förhållandet mellan stat och näringsliv. Majoriteten i författningsutskottet hade ställt sig bakom att den enskildes näringsfrihet var av högsta vikt för att garantera en människovärdig tillvaro för alla och att rättvisa som grundläggande begrepp skulle ha en framskjuten position inom det ekonomiska livet. Näringsfriheten måste också kunna fylla en social funktion. Avtalsfriheten, rätten till privat egendom och arvsrätten skulle därvid visserligen bli kvar och garanteras, med de förbehåll som skulle regleras i lag, rapporterade Hugo Sinzheimer (SPD), som talesman för utskottet. Förbudet mot ocker och ogiltigheten hos oetiska juridiska avtal borde därför få grundlagsskydd.
Författningsutskottet hade även uttalat sig för det sociala ansvar som följde på egendomsinnehav och en principiell förankring av arvsskatten i konstitutionen. Andra form av socialt ansvar var också införandet av möjligheten till förstatligande av företag, statlig medverkan i företagsförvaltning och statligt veto mot "socialt negativa" företagsbeslut, som föreslogs av författningsutskottet. Det sistnämnda instrumentet skulle framförallt kunna användas mot näringslivskarteller och truster.
I författningsutkastet förutsattes även skapandet av en riksenhetlig arbetsrätt. Medan utskottet inte kunde enas kring något skydd för strejkrätten i författningen, föreslogs dock föreningsfriheten få författningsskydd. Dessutom skulle arbetarråd skapas som representerade arbetstagarnas gemensamma intressen och näringslivsråd som gemensamma organ för arbetstagare och arbetsgivare, utan att ersätta de befintliga fackföreningarna och arbetsgivarorganisationerna. Riksnäringslivsrådet skulle få en egen rätt att initiera lagstiftningsförslag inför riksdagen.
Under debatten kritiserade USPD-ledamoten Alfred Henke utskottets förslag. Han klagade på att det inte "blåste någon socialismens ande" genom raderna, utan att författningen framförallt utgick från den borgerliga världsåskådningen. Han förutspådde att kapitalismens profitering skulle fortsätta. En viktig anledning till detta var också att författningsutkastet garanterade äganderätten till produktionsmedlen. Författningen hade enligt honom därmed i slutänden målet att bevara kapitalismen. Därför kunde inte revolutionen avslutas, och man måste genast inleda förverkligandet av socialismen utan hänsyn till de ägande klasserna. USPD föreslog därför att man skulle stryka stora delar av författningens avsnitt om näringslivet och istället fastslå att produktionsmedlen och varuproduktionen skulle nationaliseras. De USPD-motioner som lades kring förslagen föll dock i nationalförsamlingen.
Rudolf Heinze (DVP) krävde att det i fall där egendom konfiskerats skulle öppnas en juridisk väg för möjlighet till ekonomisk kompensation, för att saken skulle kunna prövas juridiskt i efterhand. I anslutning till detta föreslog Zentrum att statlig konfiskering av egendom från länder, kommuner och ideella sammanslutningar endast skulle vara tillåten mot ekonomisk kompensation. Zentrumledamoten Johann Leicht motiverade förslaget med att egendomen hos dessa juridiska personer ändå redan stod i allmänhetens tjänst, varför det inte gick an att genomföra konfiskeringar utan kompensation. Medan Zentrumförslaget vann gehör hos majoriteten, kunde DVP:s förslag om en rättsväg till kompensation för konfiskeringar inte antas. 
SPD-ledamoten Nikolaus Osterroth föreslog att man skulle skriva in i författningen att alla mineraltillgångar och naturkraft skulle göras till statlig egendom. Privata regale och nyttjanderätter skulle upphävas utan kompensation. Han argumenterade kraftfullt emot USPD:s mer radikala förslag och svarade Alfred Henke (USPD) med orden "(...) så är inte vår föreställning om socialismen, inte som många människor, som tar hem en halv gris från svartslakteriet och tror, att detta är socialism". Dessutom anklagade han de oberoende i USPD för att förstöra arbetarnas enhetsfront. Albrecht Philipp (DNVP) uttalade sig emot nationaliseringen av mineralfyndigheter, då han fruktade, att man förr eller senare skulle se varje produkt som jorden gav som "fyndigheter", och att man därmed också skulle kunna kollektivisera jordbruksproduktionen. För västerliberala DDP ställde sig även ledamoten Friz Raschig emot den ersättningslösa nationaliseringen av naturresurser och nyttjanderätter, och såg istället hellre en reglering som skulle ställa mineralresurser och naturresurser under statens överinseende. Detta DDP-förslag avfärdades på alla punkter av majoriteten. SPD-förslaget om att upphäva privata regale och nyttjanderätter kom till skillnad från nationaliseringen av mineral- och markresurser att uppnå en knapp majoritet med 132 röster mot 118, en avstod.
August Hampe, den enda ledamoten från Braunschweigisch-Niedersächsischen Partei, uttalade sig emot upphävandet av fideikommisserna, som föreslagits i författningsutskottet. Enligt honom var fideikommisserna en framgångsrik germansk rättsprincip. Dess avskaffande skulle leda till omfattande skador och särskilt också kunna leda till att viktiga kulturskatter fördes till utlandet, i synnerhet Amerika. Han understöddes i denna hållning av DVP-ledamoten Johann Becker från Hessen, som särskilt såg en fara för medelstora och mindre jordbruk, då arvslagstiftningen kring jordbruksfastigheter i de enskilda länderna, som hade till syfte att motverka splittring av bondgårdar, också hade samma karaktär som fideikommisser och därför hotades genom denna reglering. SPD-ledamoten Simon Katzenstein såg däremot utskottets förslag som nödvändigt för att motverka att ständigt större markområden skulle hamna i händerna på färre och färre privatpersoner. Feliz Waldstein (DDP) motsade i synnerhet Beckers antagande att arvsrätten skulle påverkas. Han stödde upphävandet av fideikommisserna, eftersom dessa endast hade till mål att ge hjälp till de ineffektiva driftsformerna istället för att ge de mest effektiva fritt fält. Samtliga förslag om att behålla fideikommisserna avfärdades av en majoritet.
Det diskuterades även om hanterandet av markprisökningar, som inte intjänats genom arbets- eller kapitalinsats. Medan partierna till vänster ville låta dessa helt komma staten tillgoda, lade Hermann Brückhoff (DDP) ett förslag om en inskränkning som innebar att denna värdeökning bara skulle göras "nyttig för alla". DDP-förslaget stöddes även av högerliberala DVP, medan DNVP gick ännu längre med ett förslag om att helt enkelt tillåta en beskattning. Majoriteten i nationalförsalingen följde här DDP:s förslag, med deras föreslagna ändringar av utskottsversionen.
DNVP motionerade om att ta med en formulering om att vikten av att skydda medelklassen mot exploatering och utsugning var en viktig uppgift för lagstiftare och förvaltning. Wilhelm Brun (DNVP) motiverade förslaget med att medelklassen drabbats särskilt hårt under världskriget. Dessutom hotade enligt honom storkapitalet särskilt små och medelstora företag. Ett exempel var grundandet av stora varuhus, som hade en förödande effekt på små butiker. Efter att man på förslag av DDP bytt formuleringen "exploatering" mot "överbelastning" antogs förslaget av majoriteten.
En intensiv diskussion fördes även om förankringen av arbetar- och näringslivsråd i författningen. DNVP-ledamoten Clemens von Delbrück såg i detta ett "barn av den ryska revolutionen", som de tysknationella ställde sig emot av principiella skäl. Riksnäringslivsrådet skulle man dock kunna se positivt på, det kunde nämligen som professionell kammare för hela den produktiva befolkningen utgöra en "motvikt mot parlamentarismens alltför långtgående inblandning och mot parlamentetets dominans". Anton Erkelenz (DDP) uttalade sig visserligen positivt kring införandet av arbetar- och näringslivsråd, men var däremot motståndare till att ge råden beslutande eller övervakande uppgifter utan ville se dem i en rådgivande funktion. Wilhelm Koenen (USPD) krävde en vetorätt för arbetarråden gentemot lagstiftning och dessutom skulle näringslivsråden ha en majoritet av arbetare över företagarna. Båda dessa förslag kritiserades av Zentrumledamoten Franz Ehrhardt, som såg förslagen som ett hot och ett tryck på hela det offentliga livet.

### Antagande
Den 31 juli 1919 antog nationalförsalingen Weimarkonstitutionen efter omfattande ändringar i det ursprungliga förslaget med stor majoritet. Röstsiffrorna blev 262 ja (SPD, DDP och Zentrum), 75 nej (DVP, DNVP, Bayerischer Bauerbund, USPD) och en ledamot avstod. Därmed antogs konstitutionen med 77,5 procents majoritet i nationalförsamlingen.

## Andra frågor

### Beskattning och finansfrågor
Nationalförsamlingen var inte enbart sysselsatt med utarbetandet av den nya författningen, utan var dessutom Tysklands provisoriska parlament och utövade parlamentets legislativa roll. Till exempel inleddes en omfattande översyn av statens finanser och beskattning genom riksfinansministern Matthias Erzbergers (Zentrum) programtal 8 juli 1919. Debatten behandlade formellt endast den första läsningen av tio beskattningslagar, men fick en betydelse långt därutöver. Genom stiftandet av lagen om betalning av tullar i guld den 19 juli 1919, som antogs med stor majoritet av alla partier utom USPD, återställdes införseltullarna på alla varor (utom de 1914 avskaffade livsmedelstullarna) till en nivå som motsvarade det faktiska värdet före kriget.

### Landreform
Genom stiftandet av Reichssiedlungsgesetz den 19 juli 1919 togs ett första steg i riktning mot en landreform. Samma dag beslutades även koloniodlings- och småarrendelantordningen. 

## Åter i Riksdagshuset och nationalförsamlingens upplösande
Den 30 september 1919 samlades nationalförsamlingen i det nu renoverade Riksdagshuset i Berlin. Under Kappkuppen flyttade man temporärt till Stuttgart och sammanträdde där 18 mars 1920. Nationalförsamlingen upplöste sig den 21 maj 1920. Efter riksdagsvalet i Tyskland 6 juni 1920 kom Weimarrepublikens första riksdag att ersätta nationalförsamlingen.

## Demonstrationen 13 januari 1920
Den 13 januari 1920, medan nationalförsamlingen behandlade den andra läsningen av arbetsplatsrådslagen, hölls utanför Riksdagshuset en demonstration mot lagen. Demonstrationen hade sammankallats av bland andra vänsteroppositionspartierna USPD och KPD, med omkring 100 000 deltagare. Riksdagens skyddsvakter sköt efter enstaka handgripligheter in i folkmassan, så att 42 personer dog och över 100 skadades. Därmed var detta den blodigaste demonstrationen i Tysklands historia.